# Glaucocharis mutuurella
Glaucocharis mutuurella là một loài bướm đêm trong họ Crambidae.